# Warstwa podwójna (plazma)

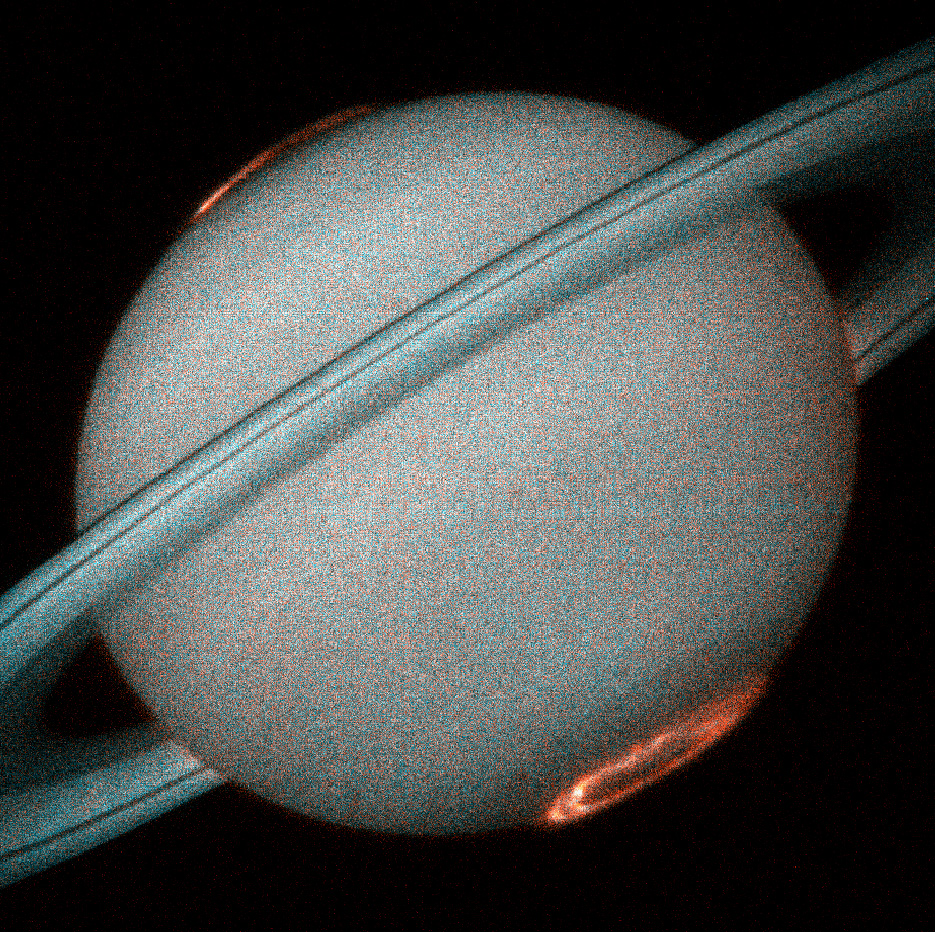
Zorza na Saturnie, której czerwonawy kolor jest charakterystyczny dla plazmy zjonizowanego wodoru. Zasilane przez odpowiedniki prądów Birkelanda, strumienie naładowanych cząstek z materii międzyplanetarnej oddziałują z polem magnetycznym planety i spływają w kierunku biegunów. Podwójne warstwy są powiązane z frędzlami prądów, a ich pola elektryczne przyśpieszają jony i elektrony.

Warstwa podwójna – struktura w plazmie złożona z dwóch równoległych warstw o przeciwnych ładunkach. Arkusze ładunku wytwarzają silne pole elektryczne i odpowiednio gwałtowne zmiany w woltażu. Jony wpadające w warstwę podwójną są przyspieszane, spowalniane lub odbijane przez pole elektryczne. Ogólnie, warstwy podwójne (które bywają raczej zakrzywione niż płaskie) oddzielają obszary plazmy o nieco odmiennej charakterystyce. Warstwy podwójne można znaleźć w wielu rodzajach plazmy, od tub wyładowaniowych przez plazmę kosmiczną do prądów Birkelanda zasilających Ziemską zorzę polarną, oraz są szczególnie widoczne w plazmie przenoszącej prąd. W porównaniu z tworzącą je plazmą, warstwa podwójna jest raczej cienka (z reguły dziesięć długości Debye’a), w zakresie od paru milimetrów w przypadku plazmy laboratoryjnej, do tysięcy kilometrów w plazmie kosmicznej.
Inne nazwy warstwy podwójnej to elektrostatyczna warstwa podwójna, elektryczna warstwa podwójna, plazmowa warstwa podwójna, udar elektrostatyczny (rodzaj warstwy podwójnej ustawionej pod kątem do pola magnetycznego w taki sposób, że prostopadłe pole elektryczne jest znacznie silniejsze od równoległego), kosmiczna warstwa ładunku. W fizyce laserowej, warstwa podwójna nazywana jest czasem ambipolarnym polem elektrycznym. Warstwa podwójna jest konceptualnie powiązana z pojęciem ‘otoczki’ (patrz otoczka Debye’a).
Symbol reprezentujący warstwę podwójną w obwodzie elektrycznym to ––––DL––––. Gdy obecny jest prąd sieciowy, wówczas DL jest zorientowany z bazą L w linii w kierunkiem prądu.
Omówienie warstw podwójnych w kosmosie, eksperyment oraz symulacja jest zamieszczona we wstępie do odnośnika.

## Klasyfikacja warstwy podwójnej

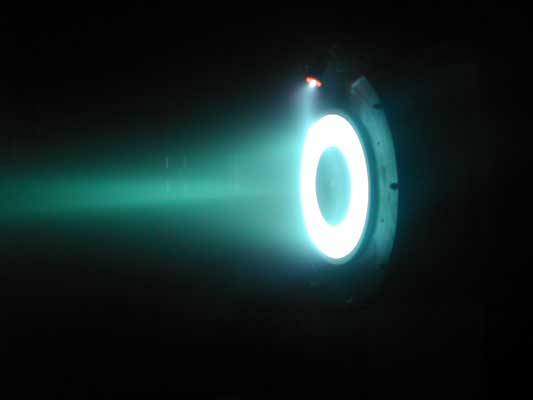
silnik Halla. Pole elektryczne wykorzystywane w silnikach plazmowych (szczególnie w Helicon Double Layer Thruster) mogą przyjmować postać warstw podwójnych.

Warstwy podwójne są klasyfikowane w następujący sposób:
- Słabe i mocne. Siła warstwy podwójnej jest wyrażana jako współczynnik różnicy potencjałów w porównaniu z plazmowym odpowiednikiem energii cieplnej lub w porównaniu z masą spoczynkową energii elektronów. Warstwa podwójna jest silna, gdy spadek potencjału w jej przekroju jest większy od energii cieplnej komponentów plazmy. Oznacza to, że dla warstwy podwójnej istnieją cztery różne składniki plazmy:

1. Elektrony przybywające od strony niskiego potencjału, które są przyspieszane;
2. Jony przybywające od strony wysokiego potencjału, które są przyspieszane;
3. Elektrony przybywające od strony wysokiego potencjału, które są spowalniane i odbijane; oraz
4. Jony przybywające od strony niskiego potencjału, które są spowalniane i odbijane.

Należy zauważyć, że w przypadku słabych warstw podwójnych, elektrony i jony przybywające ze „złej” strony są spowalniane, aczkolwiek większość z nich nie zostaje odbita, jako że spadek potencjału nie jest dosyć duży.
- „Relatywistyczne” i „nierelatywistyczne” warstwy podwójne. O warstwie podwójnej mówimy, że jest relatywistyczna, jeśli spadek potencjału jest tak duży, że osiągnięta energia cząstek jest większa niż energia masy spoczynkowej elektronu. Rozkład ładunku w relatywistycznej warstwie podwójnej jest taki, że gęstość ładunku jest umiejscowiona w dwóch bardzo cienkich warstwach, a wewnątrz warstwy podwójnej gęstość jest stałą i bardzo mała w porównaniu z resztą plazmy. Z tego względu rozkład ładunków jest bardzo podobny do tego w kondensatorze. Jako szczególny przypadek relatywistycznej warstwy podwójnej można wskazać lukę próżniową w magnetycznej biegunowej koronie pulsara.
- Warstwy podwójne przenoszące prąd i nieprzenoszące prądu. Warstwy podwójne przenoszące prąd są generowane przez niestabilności w plazmie przenoszącej prąd, które zasilają zmienność w gęstości. Warstwa podwójna nie przenoszące prądu tworzy się jako interfejs pomiędzy dwoma obszarami plazmy o różnych charakterystykach a jej pole elektryczne tworzy stan równowagi pomiędzy penetracją przez elektrony z któregokolwiek kierunku (zatem prąd sieciowy jest niski).

## Formowanie się warstwy podwójnej

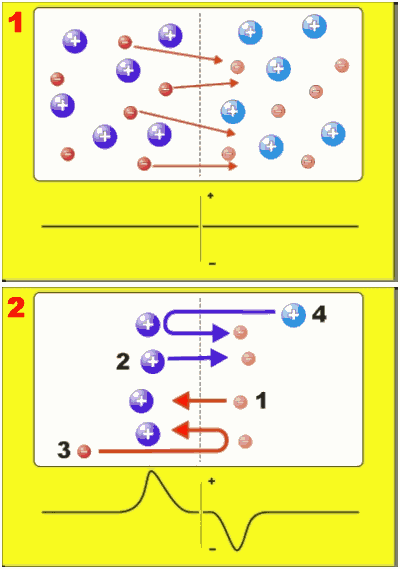
Formowanie się warstwy podwójnej. Gorętsze elektrony poruszające się w stronę chłodniejszej plazmy (Diagram 1, góra) powodują nierównowagę ładunków, co powoduje powstanie warstwy podwójnej zdolnej do przyspieszania elektronów przez swój przekrój (Diagram 2, dół).

Istnieją dwa rodzaje warstwy podwójnej, z których każdy inaczej się tworzy:

### Warstwa podwójna przewodząca prąd
Warstwa podwójna przewodząca prąd może powstać w plazmie przewodzącej prąd. Za ich tworzenie się mogą odpowiadać różne niestabilności. Jednym z przykładów jest niestabilność Bunemana, mająca miejsce, gdy prędkość strumieniowa elektronów (gęstość prądu dzielona przez gęstość elektronową) przekracza elektronową prędkość termiczną plazmy. Warstwy podwójne (i inne struktury przestrzeni fazowych) często formują się w nieliniowej fazie niestabilności. Jednym ze sposobów unaocznienia niestabilności Bunemana jest opisanie, co się stanie, kiedy prąd (w formie zero temperaturowej wiązki elektronów) przekracza rejon o zmniejszającej się gęstości jonów. Aby zapobiec kumulacji ładunku, prąd w układzie musi być wszędzie taki sam (model jednowymiarowy). Gęstość elektronów również ma być bliska gęstości jonów, więc następuje spadek ich gęstości. Elektrony muszą być więc przyspieszone w stronę dziury gęstościowej, aby zapewnić tą samą gęstość prądu przy obniżonej gęstości przenoszonego ładunku. To oznacza, że dziura gęstości znajduje się w wysokim potencjale elektrycznym. W rezultacie jony są odpychane od dziury, co napędza perturbacje w gęstości. Jest to sytuacja podwójnej warstwy podwójnej, której jedna strona będzie najpewniej uniesiona przez plazmę, pozostawiając klasyczną warstwę podwójną. Jest to proces, w którym warstwy podwójne są wytwarzane wzdłuż planetarnych pól magnetycznych, w tak zwanych prądach Birkelanda.

### Warstwa podwójna nie przewodząca prądu
Warstwy podwójne nie przewodzące prądu występują na granicy obszarów plazmy o odmiennych właściwościach. Rozważmy plazmę rozdzieloną na dwie części płaszczyzną, która ma wyższą temperaturę elektronów po jednej stronie niż po drugiej. Oznacza to, że elektrony po jednej stronie mają większą prędkość termiczną. Elektrony mogą swobodnie przepływać w każdym kierunku a przepływ elektronów z cieplejszej plazmy do chłodniejszej będzie większy niż z chłodniejszej do cieplejszej, ponieważ elektrony z cieplejszej plazmy mają większą średnią prędkość. Ponieważ znacznie więcej elektronów wchodzi w chłodną plazmę niż ją opuszcza, część jej ładuje się ujemnie. Skutkiem tego cieplejsza plazma ładuje się dodatnio. Powstaje pole elektryczne rozpędzające elektrony w stronę cieplejszej plazmy, redukując przepływ sieciowy. Na końcu, pole elektryczne buduje się, dopóki ruch elektronów w każdym kierunku jest jednakowy, a więc budowanie ładunku w obydwu obszarach jest wzbraniane. Spadek potencjału jest w gruncie rzeczy identyczny jak różnica w energii termicznej pomiędzy oboma regionami plazmy, więc taka podwójna warstwa jest minimalnie silna.

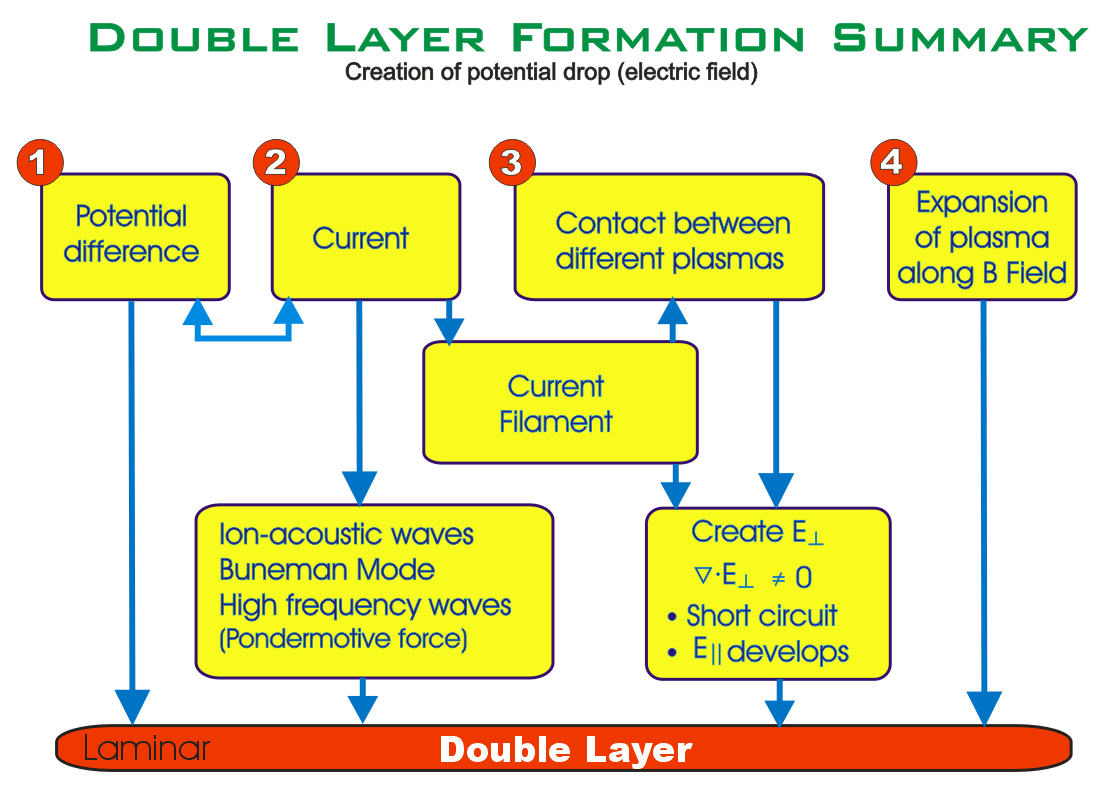
Podsumowanie formowania się warstwy podwójnej. Warstwy podwójne formują się na cztery główne sposoby

### Mechanizm formowania się warstwy podwójnej

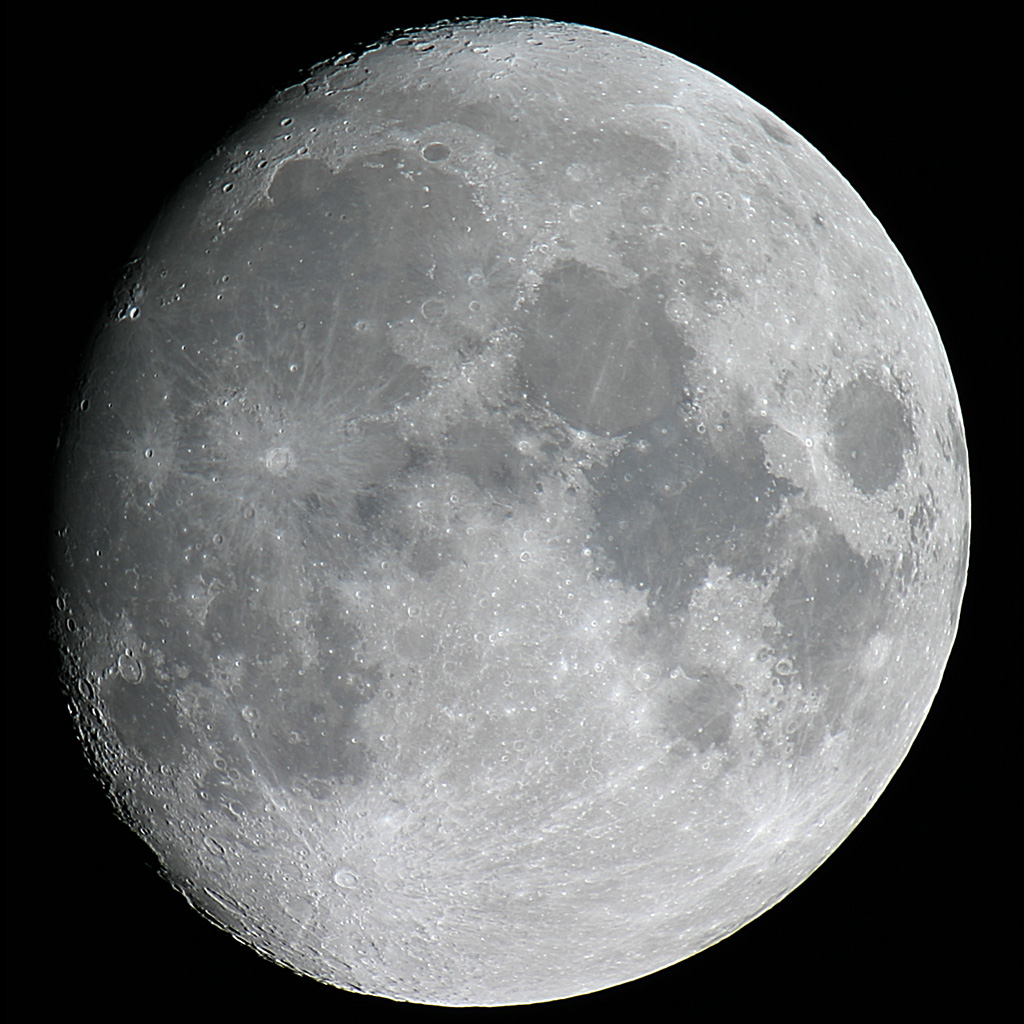
Księżyc. Przewidywanie istnienia księżycowej warstwy podwójnej zostało potwierdzone w 2003 roku. W cieniu, Księżyc ładuje się ujemnie w materii międzyplanetarnej.

Szczegóły mechanizmu formowania się warstwy podwójnej zależą od środowiska plazmowego (np. warstwa podwójna w laboratorium, jonosferze, wietrze słonecznym, fuzji etc.). Proponowane mechanizmy obejmują:
- 1971: Pomiędzy plazmą o różnej temperaturze[16]
- 1976: W plazmie laboratoryjnej[17]
- 1982: Przerwanie neutralnego arkusza prądu[18]
- 1983: Wstrzykiwanie nieobojętnego prądu elektronów w zimna plazmę[19]
- 1985: Zwiększanie przepływu prądu przez plazmę[20]
- 1986: W kolumnie akrecyjnej gwiazdy neutronowej[21]
- 1986: Przez szczypanie w regionach kosmicznej plazmy[22]
- 1987: W plazmie ściśniętej lustrem magnetycznym[23]
- 1988: Przez wyładowanie elektryczne[24]
- 1988: Prądowe niestabilności (silne warstwy podwójne)[25]
- 1988: Strumienie elektronów wyrzucane z pojazdów kosmicznych[26]
- 1989: Z fal uderzeniowych w plazmie[27]
- 2000: Promieniowanie laserowe[28]
- 2002: Gdy podążające wzdłuż pola magnetycznego prądy natrafią na dziurę w gęstości[29]
- 2003: Przez zachowanie plazmy na powierzchni Księżyca po jego ciemnej stronie[30]

### Właściwości i charakterystyka warstw podwójnych
| Umiejscowienie     | Typowy Spadek napięcia | Źródło    |
| ------------------ | ---------------------- | --------- |
| Jonosfera          | 102–104V               | Satelita  |
| Słoneczne          | 109–1011V              | Otrzymane |
| Gwiazda neutronowa | 1015V                  | Otrzymane |

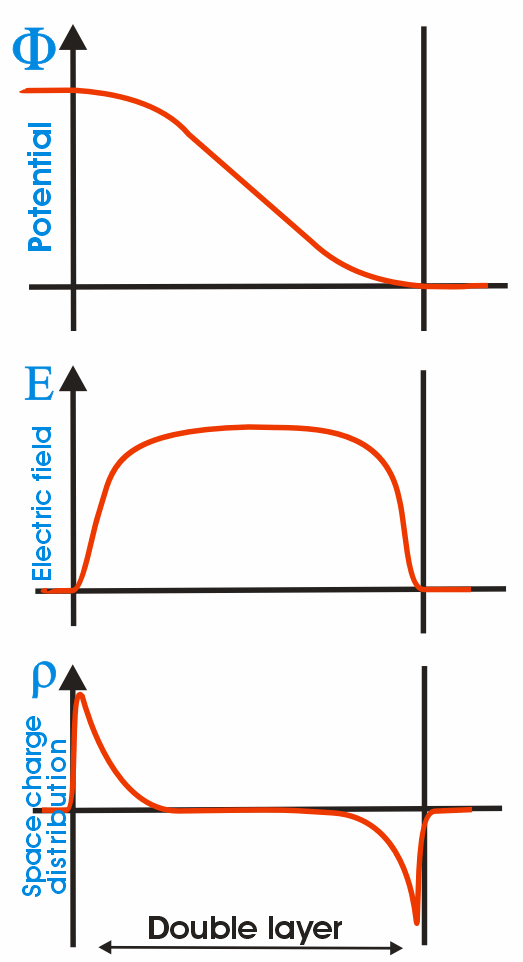
Charakterystyki warstwy podwójnej pokazujące potencjał (Φ), pole elektryczne (E) i rozmieszczenie ładunku (ρ) w poprzek warstwy

- Grubość: Wytworzenie warstwy podwójnej wymaga obszaru o znaczącym nadmiarze dodatniego lub ujemnego ładunku, to znaczy, gdzie złamana jest pół-obojętność[33][34]. Ogólnie, pseudo-obojętność może być złamana tylko w skali długości Debye’a. Grubość warstwy podwójnej jest rzędu długości Debye’a, co w przypadku jonosfery wynosi kilka centymetrów, a w medium międzyplanetarnym kilkadziesiąt metrów a kilkadziesiąt kilometrów w ośrodku międzygalaktycznym.
- Przyśpieszanie cząstek: Spadek potencjału przez warstwę podwójną przyspiesza elektrony i jony w przeciwnych kierunkach. Wartość spadku determinuje wartość przyspieszenia. W silnych warstwach podwójnych prowadzi to do powstawania wiązek lub dżetów naładowanych cząstek.
- Grupy cząstek: Jak opisano w formowaniu się warstwy podwójnej, wewnątrz niej znajdują się cztery populacje cząstek naładowanych. Zauważmy, że w przypadku słabych warstw podwójnych nie wszystkie jony i elektrony przybywające od „złej strony” zostają odbite, tak więc znajdzie się tam również grupa spowolnionych jonów i elektronów.
- Strumień cząstek: Dla nie-relatywistycznych warstw podwójnych przewodzących prąd główną część strumienia cząstek stanowią elektrony. Warunek Langmuir’a wymaga, aby proporcja elektronów i jonów w prądzie przez warstwę podwójną była pierwiastkiem kwadratowym stosunku masy jonów i elektronów[35]. Dla relatywistycznych warstw podwójnych stosunek ten wynosi 1 – taka sama ilość prądu jest unoszona przez elektrony, jak i jony.
- Zaopatrywanie w energię: W danym limicie, spadek napięcia na przewodzącej prąd warstwie podwójnej jest proporcjonalny do całościowego prądu, i można to traktować jak element oporowy (lub obciążenie), który absorbuje energię z obwodu elektrycznego. Anthony Peratt (1991) napisał: „Ponieważ warstwa podwójna zachowuje się jak obciążenie, powinno istnieć zewnętrzne źródło utrzymujące różnicę potencjałów i sterujące prądem. W laboratorium tym źródłem jest zazwyczaj zasilanie elektryczne, podczas gdy w przestrzeni kosmicznej może to być energia magnetyczna zgromadzona w rozbudowanym układzie prądowym, który odpowiada na zmiany w prądzie indukując napięcie.”[36].
- Stabilność: Warstwy podwójne w laboratorium mogą być stabilne lub niestabilne, w zależności od parametrów[37]. Mogą wystąpić różne rodzaje niestabilności, często powstające na skutek formowania się strumienia elektronów i jonów. Niestabilne warstwy podwójne są „hałaśliwe” w tym sensie, że produkują oscylacje o szerokim zakresie częstotliwości. Brak stabilności może również prowadzić do dramatycznych zmian w konfiguracji, często odnoszonych do wybuchu (a stąd eksplodująca warstwa podwójna). W jednym przypadku, obszar objęty warstwą podwójną gwałtownie się rozszerza i zmienia[38]. Wybuch tego typu został po raz pierwszy odkryty w prostowniku łukowym mercury, używanym w liniach przesyłowych dużej mocy, gdzie spadek napięcia na urządzeniu potrafił wzrosnąć o kilka rzędów wielkości. Warstwy podwójne mogą również dryfować, zazwyczaj w stronę emitowanej wiązki elektronów i ma tutaj naturalną analogię do gładko-świdrującego magnetronu[39] (nie mylić z jednostką momentu magnetycznego, magnetonem Bohra, stworzoną przez pojęcie klasycznego obiegu protonu przez elektron).
- Namagnesowana plazma: Warstwy podwójne mogą utworzyć się zarówno w normalnej, jak i namagnesowanej plazmie.
- Natura komórkowa: Chociaż warstwy podwójne są stosunkowo cienkie, rozciągają się na cały przekrój pojemnika laboratoryjnego. Podobnie gdy przyległe rejony plazmy posiadają odmienne właściwości, uformuje się warstwa podwójna z tendencją do otorbienia odmiennych regionów[40].
- Transfer energii: Warstwa podwójna ułatwia zamianę energii elektrycznej w kinetyczną, dW/dt=I·ΔV, gdzie I jest prądem elektrycznym rozpraszającym energię w warstwę podwójną przy spadku napięcia ΔV. Alfven wykazał, że prąd ten może składać się wyłącznie z cząstek o niskiej energii[41]. Torvén i inni również wykazali, że plazma może spontanicznie przekształcić zmagazynowaną magnetycznie energię w energię kinetyczną cząstek poprzez plazmową warstwę podwójną[42].
- Ukośna warstwa podwójna: Ukośna warstwa podwójna posiada pole elektryczne nierównoległe do środowiskowego pola magnetycznego, np. nie jest polowo przylegająca.
- Symulacja: Warstwy podwójne mogą być modelowane przy użyciu kinetycznych modeli komputerowych jak symulacje „cząstka w komórce” (PIC). W pewnych przypadkach można traktować plazmę jako jedno- lub dwuwymiarową, żeby zmniejszyć złożoność obliczeniową symulacji.
- Kryterium Bohma: Warstwy podwójne nie zaistnieją w każdych okolicznościach. Aby osiągnąć zanik pola elektrycznego na granicy warstwy podwójnej, istnieje maksimum dla temperatury otaczającej plazmy. Jest to tak zwane kryterium Bohma[43]. Opis matematyczny znajduje się w stosownej sekcji. W teorii powłoki Debye’a istnieje podobny, lecz nie identyczny warunek, również zwany kryterium Bohma.
- Analogia bio-fizyczna: model plazmowej warstwy podwójnej był badany pod kątem zastosowalności w zrozumieniu wymiany jonowej przez błonę komórkową[44]. Brazylijscy badacze odnotowali, że „Pojęcia takie jak neutralność ładunku, długość Debye’a czy warstwa podwójna są bardzo pomocne przy wyjaśnianiu elektrycznych właściwości błon komórkowych.”[45] Fizyk plazmowy, Hannes Alfvén, również odnotował powiązania warstw podwójnych ze strukturami komórkowymi[46], jak również Irving Langmuir przed nim, który stworzył określenie „plazma” w nawiązaniu do komórek krwi[47].

### Historia badań

Układ warstw podwójnych utwrzonych w fali Alfvéna, około jednej szóstej odległości od lewej. Kliknij po więcej szczegółów.

Badania nad warstwami podwójnymi są stosunkowo młode. Już w 1920 roku wiadomo było, że plazma ma ograniczoną zdolność przenoszenia prądu, Irving Langmuir opisał warstwy podwójne w laboratorium i nazwał je podwójnymi arkuszami. Obecnie wiele grup pracuje nad tym tematem, zarówno teoretycznie, eksperymentalnie, jak i numerycznie. Hannes Alfvén jako pierwszy zaproponował, że tak zwana zorza polarna to elektrony przyspieszające w ziemskiej magnetosferze. Przypuszczał on, że elektrony były przyspieszane elektrostatycznie przez pole elektryczne zlokalizowane w małej objętości, zawierającej dwa naładowane rejony. Ta tak zwana warstwa podwójna przyspieszałaby elektrony ku Ziemi. Przeprowadzono wiele eksperymentów z rakietami i satelitami, mających zbadać magnetosferę i obszary przyspieszające. Pierwszą przesłanką za istnieniem pola elektrycznego leżącego wzdłuż pola magnetycznego (lub warstwy podwójnej) w magnetosferze był eksperyment rakietowy McIlwaina (1960). Później, w 1977 Forrest Mozer zaraportował, że satelity wykryły w magnetosferze sygnaturę warstw podwójnych (które nazywał szokiem elektrostatycznym).
Ostatecznych dowód na istnienie warstw podwójnych dostarczył satelita Viking, mierzący różnice potencjałów w magnetosferze przy pomocy detektorów na 40-metrowych wysięgnikach. Detektory mogły mierzyć lokalną gęstość cząstek i różnicę potencjału w dwóch punktach oddalonych od siebie o 80 metrów. Zmierzono asymetryczne struktury w odniesieniu do 0 V, co oznaczało, że struktura ma potencjał siatkowy i może być zakwalifikowana jako warstwa podwójna. Gęstość cząstek w takich strukturach dochodziła do 33% gęstości otoczenia. Struktury mierzyły zwykle do 100 m (kilka dziesiątek długości Debye’a). Współczynnik wypełnienia dolnej magnetosfery owymi strukturami wynosił 10%. Gdyby jedna na 5 takich struktur miała spadek napięcia rzędu 1 V, wówczas całkowity spadek napięcia na przestrzeni 5000 km wyniósłby ok. 1 kV, co wystarczy, aby przyspieszyć elektrony do prędkości umożliwiającej powstanie zorzy. Magnetosferyczna warstwa podwójna ma z reguły siłę {\displaystyle e\Phi _{DL}/K_{B}T_{e}\approx 0{,}1} (gdzie temperatura elektronów leży pomiędzy {\displaystyle 2eV\leqslant K_{B}T_{e}\leqslant 20eV}), a więc jest słaba. Amerykański pojazd kosmiczny FAST znalazł silne warstwy podwójne w obszarze przyspieszeniowym zorzy. Silne warstwy podwójne znaleziono także w obszarze prądu powrotnego przez Anderssona i innych. Region prądu powrotnego jest tam, gdzie elektrony przesuwają się w górę z jonosfery w pobliże obwodu prądu zorzy.
W laboratorium warstwy podwójne można wytworzyć przy pomocy różnych urządzeń. Są one badane w podœójnych maszynach plazmowych, potrójnych maszynach plazmowych i maszynach Q. Struktury stacjonarnego potencjału, mierzone przy ich pomocy, zgadzają się bardzo dobrze z tym, czego można by się spodziewać teoretycznie. Przykład laboratoryjnej warstwy podwójnej można zobaczyć na ilustracji na dole, zrobionej przez Torvéna i Lindberga (1980), gdzie widzimy wyraźny i ciasny spadek potencjału w warstwie podwójnej wytworzonej w podwójnej maszynie plazmowej. Jedną z interesujących rzeczy w eksperymencie Torvéna i Lindberga (1980) jest, że nie tylko zmierzyli potencjał w warstwie podwójnej, ale znaleźli również fluktuacje pola elektrycznego o wysokiej częstotliwości po stronie wysokiego potencjału (jak pokazano na rysunku). Fluktuacje te są prawdopodobnie spowodowane oddziaływaniem wiązki plazmowej na zewnątrz warstwy podwójnej, doświadczającej turbulencji plazmy. Ich obserwacje zgadzają się z eksperymentami nad promieniowanie elektromagnetycznym z warstw podwójnych w podœójnej maszynie plazmowej w Volwerku (1993), którzy, jakkolwiek, obserwowali również promieniowanie z samej warstwy podwójnej. Moc fluktuacji osiągała maksimum w częstotliwościach otaczającej plazmy.
Później odkryto, że elektrostatyczne fluktuacje wysokiej częstotliwości blisko warstwy podwójnej mogą być skoncentrowane w wąskim regionie, zwanym czasami hf-spike, po stronie wysokiego potencjału.
Następnie zaobserwowano wychodzące z tego rejonu zarówno emisje radiowe bliskie częstotliwości plazmy, jak i whistler waves na znacznie niższej częstotliwości.
Podobne struktury falowe zaobserwowano razem z wiązkami elektronów blisko księżyca Saturna, Enceladusa, co sugeruje istnienie warstwy podwójnej na niskiej wysokości.
Ostatnim rozwinięciem eksperymentów nad warstwami podwójnymi jest badanie tak zwanych schodkowych warstw podwójnych. Zaobserwowano, że spadek potencjału w kolumnie plazmy może być rozłożony na szereg części. Przejście z pojedynczej warstwy podwójnej do podwójnej, potrójnej lub bardziej rozczłonkowanej jest silnie zależne od warunków brzegowych. Eksperymenty te dają nam wgląd w formowanie się magnetosferycznych warstw podwójnych i ich możliwej roli w powstawaniu zorzy.
Niektórzy naukowcy sugerowali jeden po drugim, że warstwy podwójne odgrywają rolę w rozbłyskach słonecznych.

## Opis matematyczny
Ta sekcja przedstawia bliższe spojrzenie na matematykę kryjącą się za warstwami podwójnymi. Opiszemy najpierw pseudo-ilościowe kryterium utworzenia się spadku ciśnienia. Następnie opiszemy przykładowy prosty rodzaj warstwy podwójnej. Następnie wytłumaczymy, jak użyć funkcji rozkładu oraz równania Vlassova-Poissona do opisania bardziej złożonych struktur.

### Formowanie się spadku gęstości
Spójrzmy najpierw na warstwę podwójną w plazmie przewodzącej prąd. W 1968 roku Alfvén i Carlqvist pokazali, że spadek gęstości w plazmie przewodzącej prąd może być czynnikiem faworyzującym powstawanie warstwy podwójnej. W tym spojrzeniu traktujemy plazmę jak kombinację dwóch płynów, poruszających się elektronów i nieruchomych jonów, które działają jak neutralizujące otoczenie. Płyn elektronowy traktowany jest jako całkowicie zero temperaturowa wiązka, podczas gdy jony są kolizyjne i posiadają pewną skończoną temperaturę.
Spadek gęstości w plazmie (zarówno elektronów, jak i jonów) powoduje powstanie pola elektrycznego, starającego się utrzymać gęstość prądu na tym samym poziomie, np. elektrony są przyspieszane w części malejącej ku spadkowi gęstości, a spowalniane w części zwiększającej poza spadkiem. Aczkolwiek owo pole elektryczne ma również wpływ na nieruchome w początkowym założeniu jony. Jony te zostają wypchnięte z obszaru mniejszej gęstości, zwiększając go, a tym samym zwiększając pole elektryczne. Kiedy wszystkie jony zostają przemieszczone, pole elektryczne osiąga swoje maksimum. Mamy wtedy warstwę podwójną (zwiększającą i zmniejszającą pole elektryczne), a jedna warstwa musi zostać odsunięta.
Będziemy używać pół statycznego, nierelatywistycznego opisu tego mechanizmu, opisywanego równaniem ciągłości i równaniem pędu:
{\displaystyle {\frac {\partial }{\partial x}}(n_{e}v_{e})=0,}
{\displaystyle m_{e}v_{e}{\frac {\partial v_{e}}{\partial x}}=-eE.}
Łącząc te dwa równania otrzymujemy wzór na pole elektryczne w zależności od gęstości elektronów:
{\displaystyle E=-{\frac {\partial }{\partial x}}\left({\frac {m_{e}j_{e}^{2}}{2n_{e}^{2}e^{3}}}\right),}
gdzie {\displaystyle j_{e}=-n_{e}ev_{e}} jest gęstością prądu elektronowego. Jony pod wpływem tego pola doświadczą siły pchającej na zewnątrz,
{\displaystyle F=en_{i}E=-{\frac {\partial }{\partial x}}(m_{e}n_{e}v_{e}^{2}).}
Wypływ jonów może mieć miejsce tylko w przypadku, gdy pole elektryczne jest silniejsze od siły gradientu ciśnienia jonów. Porównując te dwie siły (baryczną i elektryczną) oraz zakładając pseudoneutralność, plazma termiczna pokazuje, że możliwe jest to tylko, gdy {\displaystyle k_{B}T_{i}<m_{e}v_{e}^{2}.} Nazywa się to kryterium Bohma dla stabilności warstwy podwójnej plazmy (patrz niżej).

### Przenoszące prąd warstwy podwójne utworzone pojedynczą, zero temperaturową wiązką

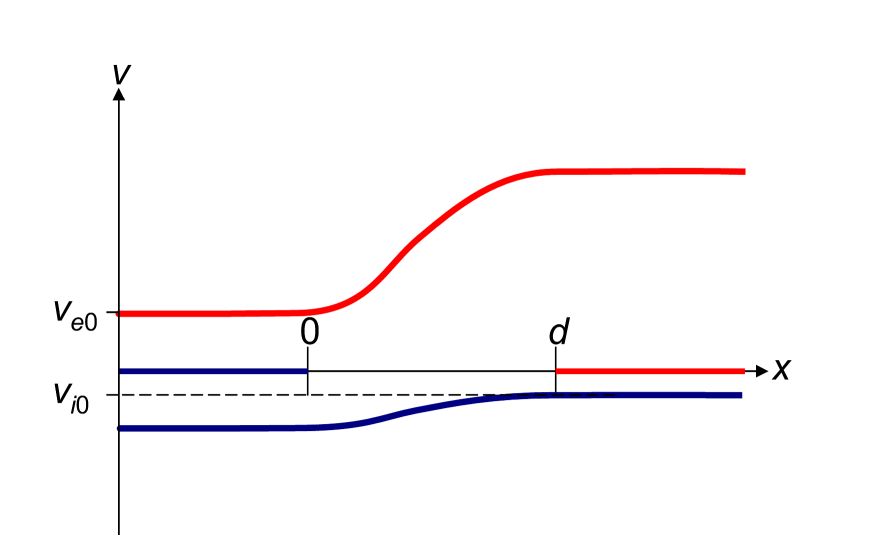
Rozkład elektronów (czerwony) i jonów (niebieski) w fazie (prędkość i pozycja) przestrzeni dla warstwy podwójnej opisanej w tej sekcji. Istnieją dwa wiązkopodobne (zero temperaturowe) komponenty dla każdego rodzaju. Prędkość jonów jest przeskalowana, została wyolbrzymiona dla wizualizacji.

Rozważymy teraz jak pojedyncza, zero temperaturowa wiązka elektronów i zero temperaturowa wiązka jonów, razem z uwięzionymi komponentami jonowymi i elektronowymi, mogą utworzyć formę warstwy podwójnej. Uwięzione komponenty odnoszą się do otaczającej plazmy i pozwoli im się później mieć skończoną temperaturę.
Do analizy takich struktur warstw podwójnych używa się Równania różniczkowego Poissona oraz prawa zachowania pędu i liczby gęstości, w jednym wymiarze i niezależnie od czasu. Szukamy rozwiązania podobnego do warstwy podwójnej, gdzie jest wyraźny obszar gradientu potencjału, na zewnątrz którego pole elektryczne jest zerowe. Na razie potrzebujemy jedynie określić obszar wewnętrzny oraz gęstości i prędkości wiązek wewnątrz warstwy.
Komponent wiązki elektronów jest strumieniem o dodatniej prędkości {\displaystyle v_{e}(x)} (w prawo) a wiązka jonów ma prędkość {\displaystyle v_{i}(x)} ujemną, w lewo. Zachowanie energii cząstek oznacza, że {\displaystyle v_{\alpha }^{2}(x)/2m+q_{\alpha }\phi (x)} jest stałe, a zachowanie liczby cząstek oznacza, że prąd {\displaystyle j_{\alpha }=qn_{\alpha }(x)v_{\alpha }(x)} również jest stały.
{\displaystyle |v_{\alpha }(\phi _{\alpha })|={\sqrt {v_{\alpha ,0}^{2}+{\frac {2e\phi _{\alpha }}{m_{\alpha }}}}},}
{\displaystyle n_{\alpha }(\phi _{\alpha })=n_{0}v_{\alpha ,0}v_{\alpha }^{-1}(\phi _{\alpha }),}
gdzie {\displaystyle \phi _{e}=\phi } and {\displaystyle \phi _{i}=\phi _{DL}-\phi .} {\displaystyle n_{0}} oraz {\displaystyle v_{\alpha ,0}} są odpowiednio gęstościami elektronów (i jonów) oraz dryf cząsteczek po niskiej (wysokiej) stronie potencjału warstwy podwójnej.
{\displaystyle \rho _{e}={\frac {j_{e}}{v_{e}}},\rho _{i}={\frac {j_{i}}{v_{i}}}.}
Możemy teraz napisać Równanie różniczkowe Poissona dla regionu wewnątrz warstwy podwójnej jako:
{\displaystyle -{\frac {1}{4\pi }}{\frac {\partial ^{2}\phi }{\partial x^{2}}}={\frac {j_{i}}{\sqrt {v_{i,0}^{2}+2e(\phi _{DL}-\phi )/m_{i}}}}-{\frac {j_{e}}{\sqrt {v_{e,0}^{2}+2e\phi /m_{e}}}}.}
Wprowadzając czynnik całkujący {\displaystyle d\phi /dx} po obu stronach i całkując po {\displaystyle x} po lewej oraz po {\displaystyle \phi } po prawej, pierwsza całka daje kwadrat pola elektrycznego {\displaystyle (d\phi /dx)^{2}.} Założenie, że na zewnątrz pole elektryczne jest nieobecne, prowadzi do warunku Langmuira dla nierelatywistycznych warstw podwójnych:
{\displaystyle {\frac {j_{e}}{j_{i}}}={\sqrt {\frac {m_{i}}{m_{e}}}}.}
Dla tej warstwy podwójnej (w plazmie wodorowej) prąd elektronowy dominuje nad prądem jonowym o czynnik {\displaystyle {\sqrt {1836}}} (ta sama teoria dla ultra-relatywistycznych warstw podwójnych ustala współczynnik na 1). Następne całkowanie, takie, jak zrobił Raadu (1989) prowadzi do relacji Langmuira-Childa:
{\displaystyle jd^{2}=(j_{e}+j_{i})d^{2}=\left(1+{\sqrt {\frac {m_{e}}{m_{i}}}}\right){\frac {4\varepsilon _{0}C_{0}}{9}}{\sqrt {\frac {2e}{m_{e}}}}\phi _{DL}^{1{,}5},}
gdzie {\displaystyle C_{0}} jest wyrażone w eliptycznych całkach E i K:
{\displaystyle C_{0}=2^{-1{,}5}(4{\sqrt {2}}E(\sin \pi /8)-(1+2{\sqrt {2}}K(\sin \pi /8))^{2}\approx 1{,}86518.}
Jeżeli pozwolimy teraz otaczającej plazmie na posiadanie skończonej temperatury, to musimy uważniej zwrócić uwagę na cząstki odbite, oraz sprawdzić, jak daleko mogą one penetrować odpychające pole elektryczne. Opisujemy otaczającą plazmę rozkładem Boltzmana przez warstwę podwójną:
{\displaystyle n_{\alpha ,R}=n_{\alpha ,0}e^{-{\frac {e\phi _{\alpha }}{k_{B}T_{\alpha }}}}.}
Gęstość odbitych cząstek jest teraz dodawana do [równanie różniczkowe Poissona|równania Poissona]. Aby cząstki w ‘otaczającej plazmie’ były naprawdę więzione, wymagane jest, aby ich temperatura była niższa od potencjału warstwy podwójnej. Można na to spojrzeć jak na ograniczenie, że potencjał i pole elektryczne ma znikać na granicach warstwy podwójnej. Dokładny warunek znany jest jako kryterium Bohma:
{\displaystyle m_{e}v_{e}^{2}>k_{B}T_{i}.}
Warstwa podwójna tego typu nie może powstać, jeśli nie jest spełnione owo kryterium. Jest to ten sam warunek, pod którym warstwa podwójna może się utworzyć ze spadku gęstości jonów (lub, ekwiwalentnie, dla niestabilności równoległych modów falowych jak akustyka jonowa czy niestabilność Bunemana), jak omówiono to wcześniej.

### Równanie Vlasova-Poissona
W ogólności rozkład plazmy w pobliżu warstwy podwójnej jest koniecznie silnie nie-Maxwellowski, a co za tym idzie – nieadekwatny do modelu płynowego. Aby przeanalizować warstwę podwójną w sposób najbardziej ogólny, plazma musi być opisana przez cząsteczkową funkcję rozkładu {\displaystyle f_{\alpha }({\vec {x}},t;{\vec {v}}),} która opisuje liczbę cząstek rodzaju {\displaystyle \alpha } mającą w przybliżeniu prędkość {\displaystyle {\vec {v}}} blisko punktu {\displaystyle {\vec {x}}} w czasie {\displaystyle t.}
Równanie Vlasova-Poissona daje zależne od czasu oddziaływanie plazmy (opisanej z użyciem rozkładu cząstkowego), z jego samo spójnym polem elektrycznym. Równania Vlasova-Poissona są kombinacją równiania Vlasova dla każdego rodzaju {\displaystyle \alpha } (bierzemy nierelatywistyczny limit zero magnetyczny):
{\displaystyle {\frac {\partial }{\partial t}}f_{\alpha }+{\vec {v}}\cdot {\frac {\partial }{\partial {\vec {x}}}}f_{\alpha }+{\frac {q_{\alpha }{\vec {E}}}{m_{\alpha }}}\cdot {\frac {\partial }{\partial {\vec {v}}}}f_{\alpha }=0,}
i równanie różniczkowe Poissona dla samo-spójnego pola elektrycznego:
{\displaystyle \nabla \cdot {\vec {E}}=-{\frac {\partial ^{2}\phi }{\partial x^{2}}}=4\pi \rho .}
{\displaystyle q_{\alpha }} jest ładunkiem elektrycznym cząstek, {\displaystyle m_{\alpha }} jest masą, {\displaystyle {\vec {E}}({\vec {x}},t)} jest polem elektrycznym, {\displaystyle \phi ({\vec {x}},t)} jest potencjałem elektrycznym a {\displaystyle \rho } jest gęstością ładunku elektrycznego.